# Flavienne Tchatat
Flavienne Tchatat de son vrai nom Flavienne Tchatat Ndjatcho est née le 19 octobre 1989 à Banganté à l’ouest Cameroun. Elle est actrice, productrice et réalisatrice camerounaise.

## Biographie
Flavienne Tchatat née le 19 octobre 1989 à Banganté, Elle se révèle au public d’abord en tant qu’actrice, ensuite comme productrice et enfin réalisatrice.

### Carrières
Elle commence sa carrière en 2009 à Johannesburg en Afrique du Sud où elle interprète plusieurs pièces théâtrales sous la direction de World of Dream. Puis elle effectue une formation en production management, actring and Direction et obtient une attestation de fin de formation en 2011 en Afrique du Sud. Flavienne voit l’industrie du cinéma plus grand et effectue une autre formation en business marketing. Son talent lui a permis de jouer aux côtés des acteurs sud-Africains et nigérians comme Alfred Tombela, Tuvis James, Juliet Okafor et Orgi dans le film CONCLUSION de Nollywood. En 2014 elle décroche encore un rôle en tant qu’actrice et location manager dans le film CHAMPAGNE de la réalisatrice nigériane Emem Isong et partage la scène avec les célèbres acteurs africains Majid Michel, Alex Ekubu. En 2015, elle se fait connaître par le grand public Camerounais et enchaine successivement les rôles dans les projets cinématographiques auprès des grands réalisateurs comme Ebenezer Kempombia, Blaise Ntedju. En 2018 elle met sur pied sa maison de production Divine hills prod.

## Filmographie

### Films
- Dangerous Trend réalisé en 2011 est le tout premier film de Flavienne [2]
- CONCLUSION film Nollywoodien réalisé par Emeka Sunday de 2012 à 2013 où Flavienne décroche un rôle auprès des grands acteurs nigerians[2].
- CHAMPAGNE film nigérian de Emem Isong où elle obtient toujours un rôle[2]
- En 2021 elle occupe le rôle principal dans le film Rêve réel de serge fonda[3]

### Séries
- En 2015  Cercle vicieux du réalisateur Ebenezer Kempombia
- En 2016 la reine blanche d’Ebenezer Kempombia où elle prend la casquette de directrice de production, script et actrice ayant pour personnage Ngassa[2]
- En 2017 elle coordonne la production de la série Habiba où elle est actrice et Muriel Blanche occupe le personnage principal réalisé par Ebenezer Kempombia[2]
- En 2018 elle produit sa propre série Divine[4].
- En 2020 elle produit aussi LifeShell[2]
- 2020 elle obtient le rôle principal dans la série Tourbillon de Blaise Ntedju dit Blaise option[2]

## Distinctions
La sélection officielle de sa série Divine aux écrans noirs en 2020 et au Fespaco en 2021